# Kurkunkuła
Kurkunkuła (ros. Куркункула, fiń. Karkunkylä) – przystanek kolejowy w pobliżu miejscowości Karku, w rejonie pitkiaranckim, w Karelii, w Rosji. Położony jest na linii Janisjarwi – Łodiejnoje Pole.
Przystanek powstał w 1943, w okresie przynależności tych terenów do Finlandii.